# Ulota bellii
Ulota bellii är en bladmossart som beskrevs av Nicolajs Malta 1933. Ulota bellii ingår i släktet ulotor, och familjen Orthotrichaceae. Inga underarter finns listade i Catalogue of Life.